# Floribundaria pendula
Floribundaria pendula là một loài Rêu trong họ Meteoriaceae. Loài này được (Sull.) M. Fleisch. mô tả khoa học đầu tiên năm 1905.